# Кріс Ґільбо
Кріс Ґільбо  (англ. Chris Guillebeau, нар. 7 квітня 1978)  – американський публіцист, блогер та спікер. У світі відомий як автор блогу та однойменної книги «The Art of Non-Conformity». Трафік його сайту істотно збільшився після виходу публікації «A Brief Guide to World Domination» у 2008 році. Наразі сайт автора входить до числа 100 000 найбільш відвідуваних у США.
Також написав ряд путівників на тему подорожей та малого бізнесу. Є організатором Всесвітнього Саміту Домінування (Портленд, штат Орегон, США) та засновником школи «Side Hustle».

## Ранні роки та особисте життя
Кріс Ґільбо народився 7 квітня 1978 року у штаті Орегон. Є випускником Вашингтонського університету і Афінського державного університету.
У 2002-2006 роках добровільно працював у медичній благодійній організації «Mercy Ships» у Західній Африці.
Наразі мешкає в Портленді, разом із дружиною Джолі. Веде блог «Anderson Cooper 360» і пише для «Business Week».

## Видавнича діяльність
7 вересня 2010 року видавництвом «Penguin Group [Архівовано 19 червня 2020 у Wayback Machine.]» було опубліковано дебютну книгу Кріса Ґільбо - «The Art of Non-Conformity». Автор заявив, що всі прибутки від продажів видання підуть на благодійність.
З вересня 2010 по січень 2011 року Кріс, займаючись «просуванням» книги, відвідав 63 міста у США та Канаді.
8 травня 2012 р. - вийшла друга книга містера Ґільбо «The $100 Startup» (укр.  «Стартап за $100. Як перетворити хобі на бізнес»), яка відразу стала бестселером «New York Times». Українською мовою перекладена та опублікована в 2017 році видавництвом «Наш Формат».

## Цікаві факти
4 квітня 2013 року Кріс Ґільбо продемонстрував громадськості офіційний документ, у якому засвідчено, що він у свої 35 років побував в усіх 193 країнах світу.
За знаком зодіаку - Овен.

## Переклад українською
Кріс Ґільбо. Стартап за 100$ / Пер. з англ. Антоніна Ящук.  — К. : Наш Формат, 2017. — ISBN 978-617-7513-60-4. 
Кріс Ґільбо. Пасивний заробіток. Як перетворити ідею на гроші за 27 днів / Пер. з англ. Олександра Асташова   — К. : Наш Формат, 2017. — ISBN 978-617-7682-42-3.